# Ernesto Cabruna
Ernesto Cabruna (Tortona, 1889. június 2. – Rapallo, 1960. január 9.) hadnagy, az első világháború egyik híres ászpilótája volt. Szolgálatát a 28., a 77., a 80., és a 84. repülő osztag pilótájaként folytatja. A háborút túlélte, 1960-ban hunyt el.

## Élete

### Fiatalkora, szolgálata
Cabruna 1889-ben született Tortonában. Fiatalkoráról csupán ennyi maradt fenn az utókor számára.
Cabruna nagy valószínűséggel 1916 évében lépett be az olasz légierőbe, azt azonban nem tudjuk, hogy előtte szolgált-e mint katona. Az alapkiképzés elvégzése, és a pilótaigazolvány megszerzése után a 27. és a 84. repülő osztag pilótája volt. Innen hamarosan áthelyezték a Squadriglia 80-ba (80. repülő osztag). 1917. október 26-án és november 5-én megszerzi első két légi győzelmét. Hamarosan azonban áthelyezik a Squadriglia 77-be. 1918 márciusában két ellenséges repülőgép lelövésében is része volt, így megszerezte negyedik győzelmét is. 1918. június 15-én 20-án és 21-én újabb győzelmeket arat, SPAD S.VII-es vadászrepülőgépével. 1918 szeptemberében kipróbálta az új olasz repülőgépet, az Ansaldo A.1 Balilla-t, azonban a tesztelés közben Cabruna kénytelen volt kényszerleszállást végrehajtani mely során súlyos sérüléseket szerzett. Azonban néhány héten belül felépült, és szolgálatba állt. Utolsó győzelmét október 25-én szerezte meg.
További életéről nincs sok adat, csupán annyi bizonyos, hogy huzamosabb ideig Olaszországban élt, és ott is halt meg 1960-ban, 71 éves korában.

### Légi győzelmei
| Sorszám | Dátum             | Egység | Cabruna repülőgépe |
| ------- | ----------------- | ------ | ------------------ |
| 1 /     | 1917. október 26. | 80ª    | -                  |
| 2       | 1917. december 5. | 80ª    | -                  |
| 3       | 1918. március 12. | 77ª    | SPAD 7?            |
| 4       | 1918. március 29. | 77ª    | SPAD 7?            |
| 5       | 1918. június 15.  | 77ª    | SPAD 7             |
| 6       | 1918. június 20.  | 77ª    | SPAD 7             |
| 7       | 1918. június 25.  | 77ª    | SPAD 7             |
| 8       | 1918. október 25. | 77ª    | SPAD 7             |